# Cixius wollastoni
Cixius wollastoni é um inseto descoberto no arquipélago da Madeira e descrito em 2021. Os descobridores, Énio Freitas e Dora Aguin-Pombo, da Universidade da Madeira, chamaram à espécie C. wollastoni em homenagem a Thomas H. Wollaston, um pioneiro no estudo dos insetos na Madeira.